# Érase un adiós
Érase un adiós es el episodio decimotercero de la quinta temporada de la serie de televisión Aquí no hay quien viva, el cual supone el fin de la misma. Se estrenó con 4 005 000 espectadores y un 27,5 % de cuota de pantalla. Es el capítulo menos visto de la temporada.

## Antecedentes
En junio de 2006, Telecinco, cadena rival de Antena 3, adquiere el 15 % del grupo audiovisual de José Luis Moreno. Esto provocaba que se crease un contrato de exclusividad con la cadena de Fuencarral y no pudiese seguir realizando trabajos en Antena 3. La serie no era propiedad de la productora, sino de la cadena, quien podía seguir realizando la serie, pero no con el mismo reparto, ya que la mayoría de los actores se encontraban ligados a la productora. Si bien el capítulo se anunció como final de temporada, tras la emisión del episodio ya se dio a entender que se trataba del final de la serie.

## Sinopsis
Belén y Emilio se hospedan en la Pensión Loli, que se encuentra a unos 200 metros de la comunidad de vecinos, haciendo creer a estos que se encuentran en la playa de luna de miel. Paco, al ver que ha sido engañado por su amigo y su pareja, decide contarles la verdad a los vecinos. Cuando llegan Belén y Emilio, los vecinos dicen encontrarse decepcionados por lo que han hecho, a lo que Emilio dice que el regalo de la portería ha sido porque así pagan menos la cuota de la comunidad y lo han hecho gratis. Mariano le está haciendo una reforma a su hijo en la portería, pero descubre que las vigas no se encuentran en buen estado y avisa al presidente. Llaman a un arquitecto para comprobar el estado del edificio, quien les dice que se viene abajo, y deciden secuestrarlo.
Mientras tanto, Higinio casi ha terminado la obra de los Cuesta, pero su mujer le exige que mueva el tabique porque no le caben en el dormitorio los nuevos muebles que ha comprado. Los Cuesta, al ver el precio, se niegan a pagar la obra porque ha superado lo estipulado, por lo que los Heredia conectan todo a un enchufe que se encuentra ahora en su piso tras mover el tabique y cobrárselo a los Cuesta.
Leonor, la madre de Mauri, y Mariano siguen manteniendo una aventura a espaldas de su hijo, los cuales son descubiertos por Fernando, el cual no quiere contárselo a su novio, pero acaba descubriéndolo y le echa la bronca a su madre quien decide marcharse de casa.
Finalmente, Rafael compra los pisos y construye la Torre Álvarez, un edificio de oficinas. Además, los vecinos dejan libre al arquitecto. Mauri acepta que Leonor se enamore de Mariano, Juan descubre a Higinio y paga el precio anterior en vez del final y Belén decide no quedarse ni con Paco ni con Emilio, quienes hacen las paces.

## Recepción
El crítico Sergio Espí lo posicionó en la cuarta posición de su lista de los diez finales más decepcionantes de la historia, alegando que la serie terminó de manera muy abrupta y calificándolo como una falta de respeto al espectador.